# West Jordan (Utah)
West Jordan es una ciudad ubicada en el condado de Salt Lake en el estado estadounidense de Utah. West Jordan es un suburbio de la ciudad de Salt Lake City, de rápido crecimiento que posee una economía mixta. En el año 2000 tenía una población de 68.336 habitantes, mientras que para el 2008 la población estimada de West Jordan era de 103.712 habitantes, siendo la cuarta ciudad más populosa del estado de Utah. La ciudad se encuentra en el extremo sudoeste de Salt Lake Valley a una altura de 1320 m. Su nombre hace referencia al río Jordán que fluye en las cercanías, el límite de la ciudad se encuentra en la orilla oeste del río y finaliza en las extremidades orientales de las Montañas Oquirrh, donde se encuentra la Mina de cobre Kennecott, la excavación humana más grande del mundo.

## Economía
Establecida a mediados del siglo XIX, la ciudad se ha convertido en un centro regional. La ciudad posee cuatro centros comerciales; Jordan Landing es uno de los desarrollos de uso mixto más grandes en la zona de Intermountain West. Entre las compañías que poseen su sede en West Jordan se encuentran Mountain America Credit Union, Lynco Sales & Service, SME Steel, y Cyprus Credit Union. La ciudad posee un hospital principal, Jordan Valley, y el campus del Salt Lake Community College.
Entre los puntos destacados de la ciudad se encuentran Gardner Village, fundada en 1850 y la histórica Fábrica de azúcar, construida en 1916. Aloja al Aeropuerto Regional South Valley, anteriormente designado como "Salt Lake Airport #2". El aeropuerto además de servir para operaciones generales, es la base de los helicópteros Apache y Black Hawk de la Guardia Nacional de Utah.

## Geografía
West Jordan se encuentra ubicado en las coordenadas 40°36′23″N 111°58′34″O / 40.60639, -111.97611. Según la Oficina del Censo, la localidad tiene un área total de 80 km² (30,9 mi²), de la cual toda es tierra.
West Jordan está bordeado al oeste por las Montañas Oquirrh y al este por el Río Jordán. Los barrios del oeste de Welby, Copper Hills, y Jordan Hills son de rápido crecimiento las regiones situadas a lo largo de las faldas orientales de las Montaña Oquirrh. El rápido desarrollo está teniendo lugar entre 4800 West y la Ruta Estatal 111, una carretera que atraviesa las laderas de las Montaña Oquirrh.
La ciudad se encuentra aproximadamente a 29 km al suroeste de Salt Lake City. La ciudad está rodeada al norte por Taylorsville y Kearns, al sur con South Jordan, al este con Sandy, Murray y Midvale, en el oeste por Copperton, y en la esquina del noroeste extrema de West Valley City.

## Demografía
| Población de West Jordan por año | Población de West Jordan por año |
| -------------------------------- | -------------------------------- |
| 1950                             | 2.107                            |
| 1960                             | 3.009                            |
| 1970                             | 4.221                            |
| 1980                             | 27.192                           |
| 1990                             | 42.892                           |
| 2000                             | 68.336                           |
| 2010                             | 104.447                          |
| 2011                             | 106.863                          |
| 2012                             | 107.654                          |
| 2013 (est.)                      | 108,270                          |

Según la Oficina del Censo en 2000, había 68.336 personas residentes en el lugar, 88,76% de los cuales eran personas de raza blanca, 0,64% de los cuales eran personas de raza negra, 0,56% de los cuales eran personas de pueblos indígenas, 2,04% de los cuales eran personas de raza asiática, 0,94% de los cuales eran personas de Isleños del Pacíficos, 4,76% de otras razas y 2,31% de dos o más razas. hispano o latino de cualquier raza era 10,07% de la población. 
Los ingresos medios por hogar en la localidad eran de 55.794 dólares, y los ingresos medios por familia eran 57.818 $. Los hombres tenían unos ingresos medios de 38.141 dólares frente a los 26.391 $ para las mujeres. La renta per cápita para la localidad era de 17.221 dólares. Alrededor del 5,2% de la población de West Jordan estaba por debajo del umbral de pobreza.

## Educación

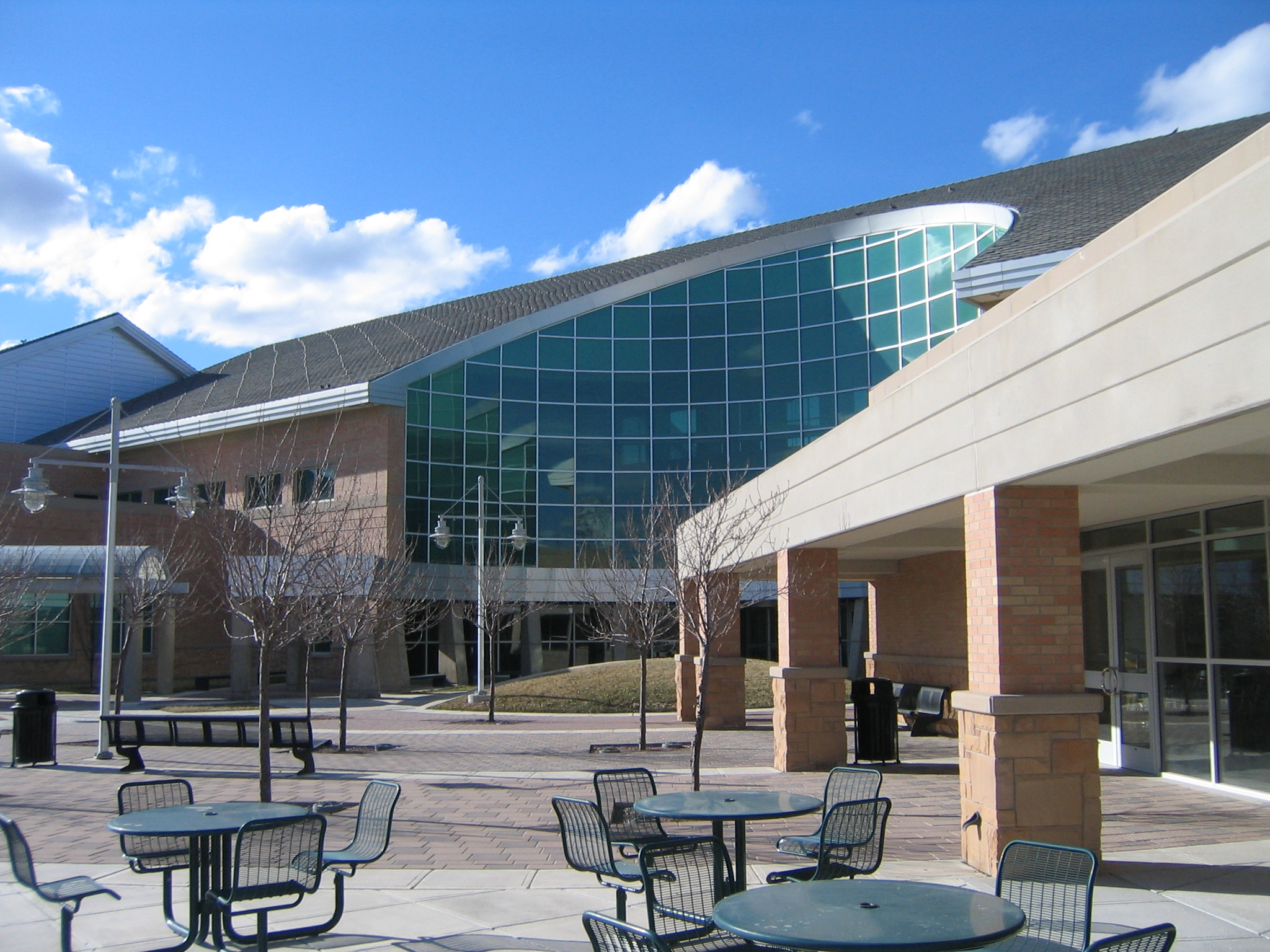
El campus de Salt Lake Community College

Hay dos distritos escolares en la ciudad. El Distrito Escolar de Jordan cubre la mayor parte de la ciudad pero reciemente el Distrito Escolar de Granite anexa una parte pequeña de la ciudad, norte del 6200 Sur. La ciudad tiene 16 escuelas Primarias (Incluyendo 1 en Granite District), 4 Secundarias, y 2 Preparatorias. También están aquí los campus de Salt Lake Community College y Broadview University.

## Transporte
Con el rápido crecimiento de la ciudad, hay un montón de tráfico en cada parte de la ciudad. La población de la ciudad se ha expandido de 4.000 en 1970 a más de 100.000 en 2010, sobrepasando la capacidad de las carreteras y las infraestructuras. En las reuniones del consejo de la ciudad ha sido común para los residentes, especialmente los del borde occidental de la ciudad, quejarse de tener una hora de desplazamientos hasta el centro de Salt Lake City, a una distancia de 42 km. El alcalde ha culpado de esta situación al hecho de que la ciudad es la más poblada en el estado que no tiene acceso directamente por una autopista. Además de importantes proyectos de carreteras en todo el ensanche de la ciudad, la autopista del Mountain View Corridor se encuentra en construcción para dar servicio a la parte occidental de la ciudad.
La Interestatal 15, una autopista de doce carriles, está situada al este de la limites de la ciudad, facilitando acceso desde el norte y el sur, mientras la Interestatal 215, una carretera de circunvalación de ocho carriles, está situada al nordeste de la ciudad. El Bangerter Highway (Ruta Estatal 154), una autopista de seis carriles, atraviesa el centro de la ciudad, al este de South Valley Regional Airport y el centro comercial Jordan Landing. 
La New Bingham Highway, principalmente una carretera de cuatro carriles, empieza como 7720 Sur en la calle State (US Route 89) en Midvale, curvas en la 7800 Sur cuando se entra en la ciudad, y finalmente se dirige al suroeste para terminar en Copperton. La carretera Redwood (RE 68), una carretera de seis carriles, corre través de la parte oriental de la ciudad. En el extremo más occidental de la ciudad, la ruta estatal 111, una carretera de dos carriles, corre a través del área de desarrollo rural, junto a los piedemontes. Los desarrollos urbanos apenas empiezan a expandirse al otro lado de la RE-111.

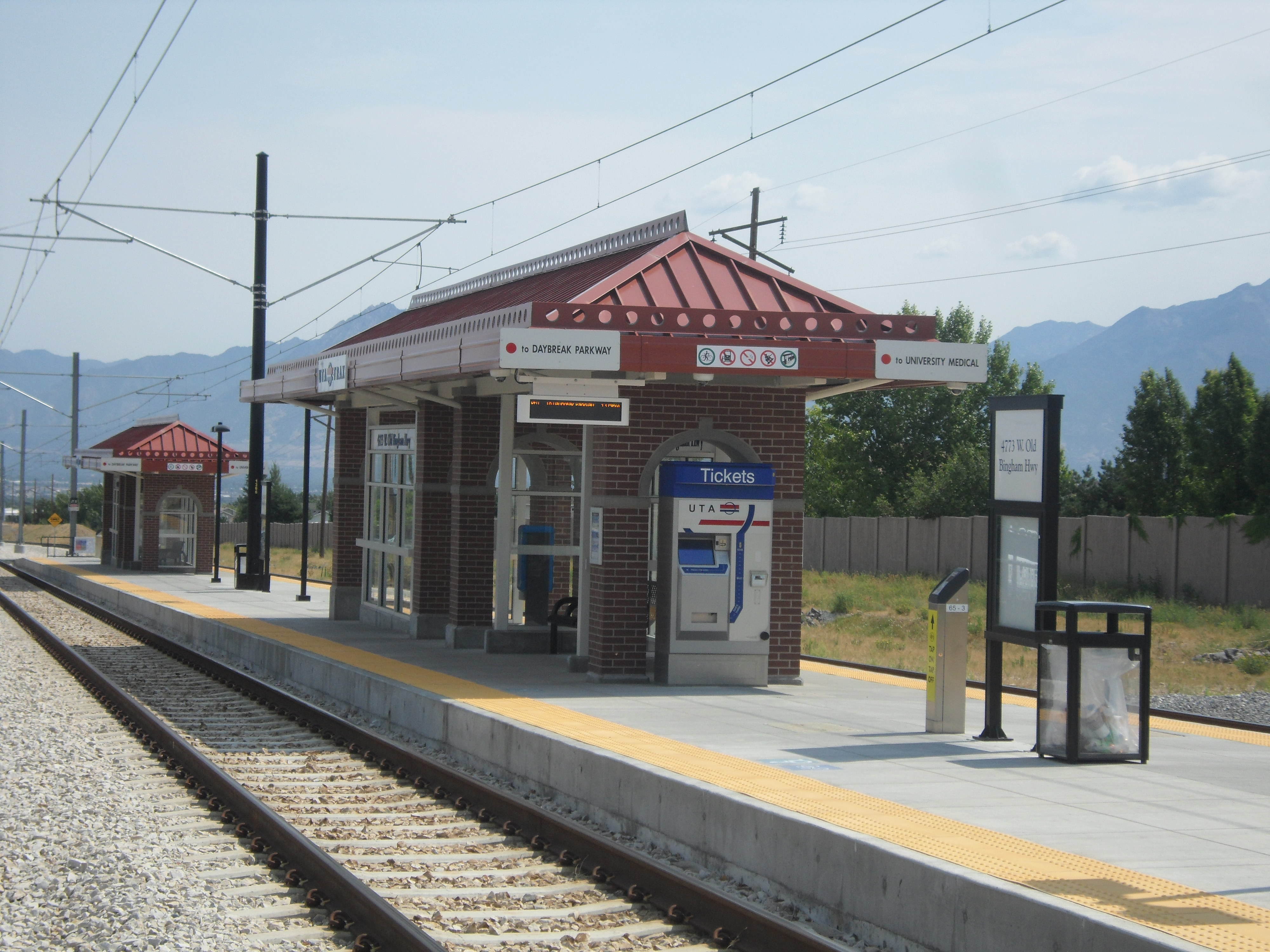
Estación de 4773 W. Old Bingham Hwy.

El Utah Transit Authority (UTA) sirve West Jordan con el TRAX, una línea de tren ligero y su sistema de camiones, que corre cada media hora durante las horas pico. Cada rutas en la ciudad están conectados a un estación de TRAX en Murray y Sandy o en el centro de Salt Lake City. Servicio en la ciudad creció en agosto de 2007 con el rediseño del sistema de camiones y en agosto de 2011 con el TRAX empezando en la estación del Fashion Place West en Murray y corre sudoeste a través de West Jordan, con seis paradas en la ciudad, antes que se gira hacia sur y terminando en la Daybreak Community en South Jordan.

## Ciudades Hermanas
- Vótkinsk, Rusia